# Ioan Marghita
Dr. Ioan Marghita (n. 1874, Beriu, Județul Hunedoara, Regatul Ungariei – d. 1929, Geoagiu,Județul Hunedoara, Regatul României) a fost un deputat în Marea Adunare Națională de la Alba Iulia, organismul legislativ reprezentativ al „tuturor românilor din Transilvania, Banat și Țara Ungurească”, cel care a adoptat hotărârea privind Unirea Transilvaniei cu România, la 1 decembrie 1918..

## Biografie
După ce finalizează școala primară, se mută la Orăștie pentru a finaliza studiile la Liceul Kun. Licența în drept o obține la Universitatea din Budapesta. În anul 1909 s-a stabilit la Geoagiu, unde a desfășurat o bogată activitate..
Se căsătorește în 1905 cu Aurelia Șerban, fiica lui Petru Șerban, un înstărit proprietar de terenuri si agricultor din Sântuhalm.

## Activitatea politică
Ca deputat în Adunarea Națională din 1 decembrie 1918, Ioan Marghita  a fost delegat al cercului electoral Orăștie. După Marea Unire a activat determinant pentru înființarea Judecătoriei Geoagiu, instruind absolvenți ai Școlii din Geoagiu pentru a deveni grefieri și alți funcționari din judecătorie. Mai târziu, devine Președinte al Judecătoriei Geoagiu si Consilier de Curte de Apel.
Pentru meritele sale, Primăria Comunei Beriu îi decernă titlul de „Cetățean de Onoare” în anul 2018. În același an, orașul Geoagiu dezvelește un bust în memoria sa.

## Lectură suplimetară
- Daniela Comșa, Eugenia Glodariu, Maria M. Jude, Clujenii și Marea Unire, Muzeul Național Transilvania, Cluj-Napoca, 1998
- Florea Marin, Medicii și Marea Unire, Editura Tipomur, Târgu Mureș, 1993
- Silviu Borș, Alexiu Tatu, Bogdan Andriescu, (coord.), Participanți din localități sibiene la Marea Adunare Națională de la Alba Iulia din 1 decembrie 1918, Editura Armanis, Sibiu, 2015
- Gelu Neamțu, Mircea Vaida-Voevod, 1 decembrie 1918. Mărturii ale participanților, vol. I-II, Editura Academiei Române, București, 2005, ISBN 973-27-1258-9 (vol. I); ISBN 973-27-1264-3 (vol. II).